# Kraj Stawropolski
Kraj Stawropolski (ros. Ставропольский край) – jednostka administracyjna Rosji w Północnokaukaskim Okręgu Federalnym ze stolicą w Stawropolu.

## Geografia
Kraj Stawropolski położony jest na Kaukazie, na południu europejskiej części Federacji Rosyjskiej. Od północy graniczy z obwodem rostowskim, Kałmucją, od wschodu z Dagestanem, od południa z Czeczenią, Osetią Północną, Kabardo-Bałkarią oraz Karaczajo-Czerkiesją, a od zachodu z Krajem Krasnodarskim.
Przez Kraj Stawropolski przepływa rzeka Kubań.

## Ludność

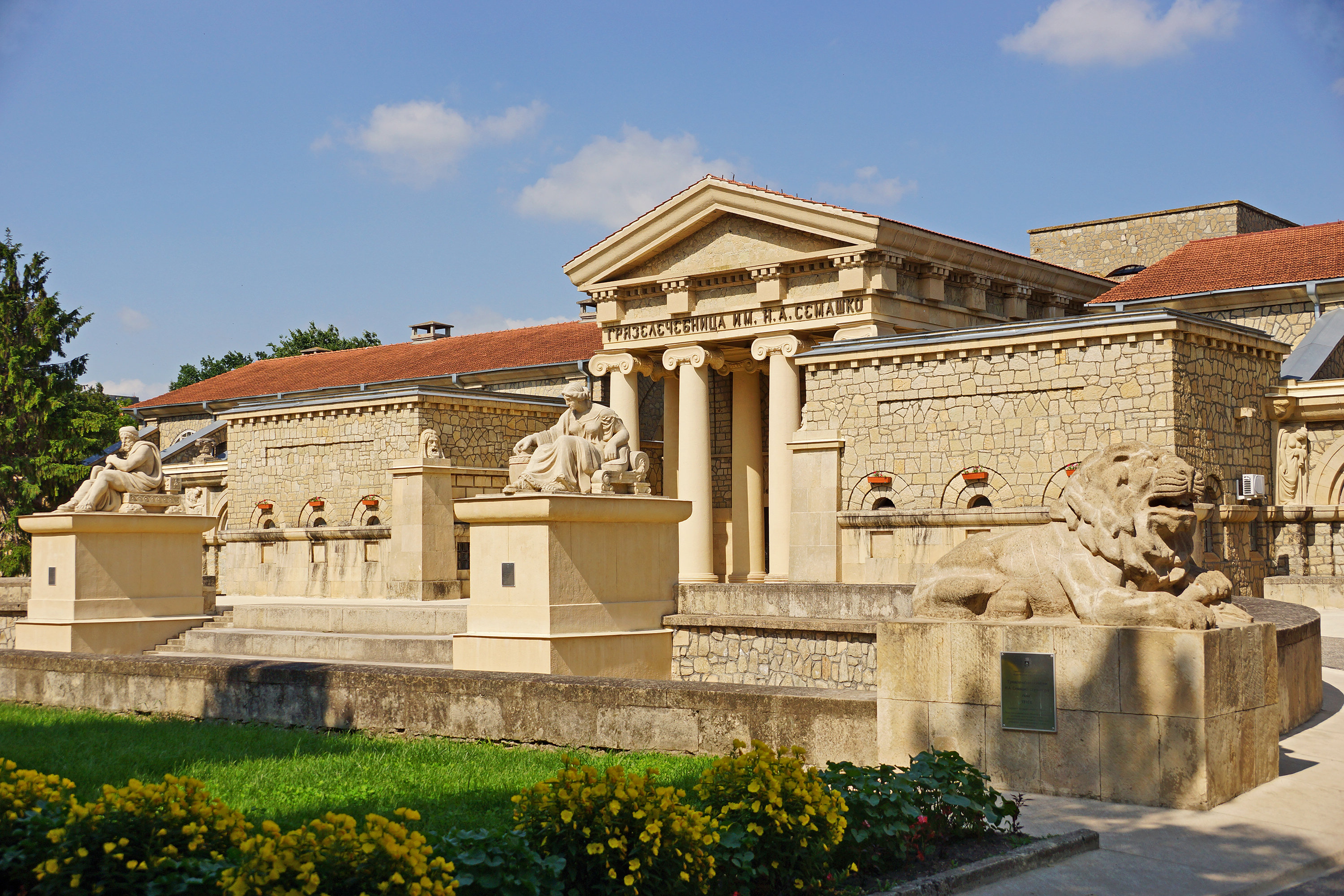
Jessentuki są jednym z głównych kulturowych ośrodków mniejszości greckiej w Rosji

W 1989 roku Kraj Stawropolski zamieszkiwało 2 410 379 osób, w 2002 roku liczba ta wzrosła do 2 735 139 osób, a według spisu z 2010 roku liczba ludności wynosiła 2 786 281 osób. W skład populacji wchodziły wówczas następujące narodowości:
- Rosjanie: 80,9%
- Ormianie: 5,9%
- Dargijczycy: 1,8%
- Grecy: 1,2%
- Romowie: 1,1%
- Ukraińcy: 1,1%
- Nogajowie: 0,8%
- Karaczajowie: 0,6%
- Azerowie: 0,6%
- Turkmeni: 0,5%
- Czeczeni: 0,4%
- Tatarzy: 0,4%
- Turcy: 0,4%
- Osetyjczycy: 0,3%
- Białorusini: 0,3%
- Koreańczycy: 0,2%
- pozostali: 2,0%

## Podział administracyjny – rejony
- rejon aleksandrowski z centrum administracyjnym osiedle Aleksandrowski;
- rejon andropowski z centrum administracyjnym osiedle Kursawka;
- rejon ananasienkowski z centrum administracyjnym osiedle Diwnoje;
- rejon arzgirski z centrum administracyjnym osiedle Arzgir;
- rejon błagodarnieński z centrum administracyjnym miasto Błagodarnyj;
- rejon budiennowski z centrum administracyjnym miasto Budiennowsk;
- rejon gieorgijewski z centrum administracyjnym miasto Gieorgijewsk;
- rejon graczewski z centrum administracyjnym wieś Graczewka;
- rejon izobilnieński z centrum administracyjnym miasto Izobilnyj;
- rejon ipatowski z centrum administracyjnym miasto Ipatowo;
- rejon kirowski z centrum administracyjnym miasto Nowopawłowsk;
- rejon koczubiejewski z centrum administracyjnym wieś Koczubiejewskoje;
- rejon krasnogwardiejski z centrum administracyjnym wieś Krasnogwardiejskoje;
- rejon kurski z centrum administracyjnym wieś Kurskaja;
- rejon lewokumski z centrum administracyjnym wieś Lewokumskoje;
- rejon minerałowodski z centrum administracyjnym miasto Mineralnyje Wody;
- rejon nieftiekumski z centrum administracyjnym miasto Nieftiekumsk;
- rejon nowoaleksandrowski z centrum administracyjnym miasto Nowoaleksandrowsk;
- rejon nowosielicki z centrum administracyjnym wieś Nowosielickoje;
- rejon pietrowski z centrum administracyjnym miasto Swietłograd;
- rejon priedgorny z centrum administracyjnym wieś Jessientukskaja;
- rejon sowietski z centrum administracyjnym miasto Zielenokumsk;
- rejon stiepnowski z centrum administracyjnym wieś Stiepnoje;
- rejon trunowski z centrum administracyjnym wieś Donskoje;
- rejon turkmeński z centrum administracyjnym wieś Lietnaja Stawka;
- rejon szpakowski z centrum administracyjnym miasto Michajłowsk[5].

## Polonica

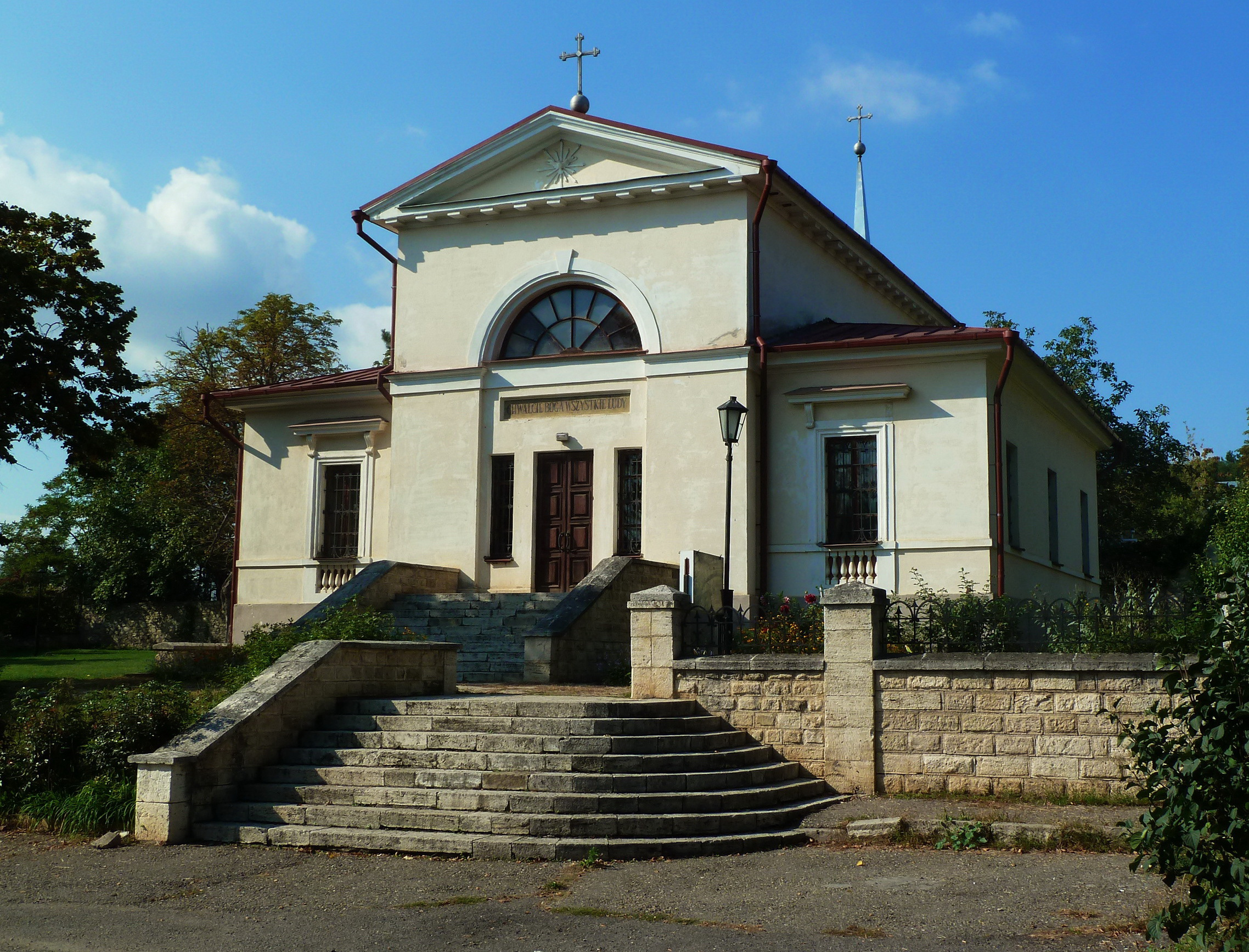
Kościół Przemienienia Pańskiego w Piatigorsku

Był to jeden z regionów zesłań Polaków w carskiej Rosji. Pamiątką z tego okresu jest zabytkowy kościół Przemienienia Pańskiego w Piatigorsku.

## Tablice rejestracyjne
Tablice pojazdów zarejestrowanych w Kraju Stawropolskim mają oznaczenie 26 w prawym górnym rogu nad flagą Rosji i literami RUS.